# Typ 95 Schwerer Panzer
Der Typ 95 Schwerer Panzer (jap. 九五式重戦車, kyūgo-shiki jūsensha, dt. „Typ-95-schwerer-Panzer“) war ein projektierter mehrtürmiger schwerer Kampfpanzer der japanischen Armee, basierend auf dem Experimentalpanzer Nr. 1 und dem daraus weiterentwickelten schweren Panzer Typ 91. Eingeführt wurde er 1935, d. h. Kōki 2595, daher die Typbezeichnung.

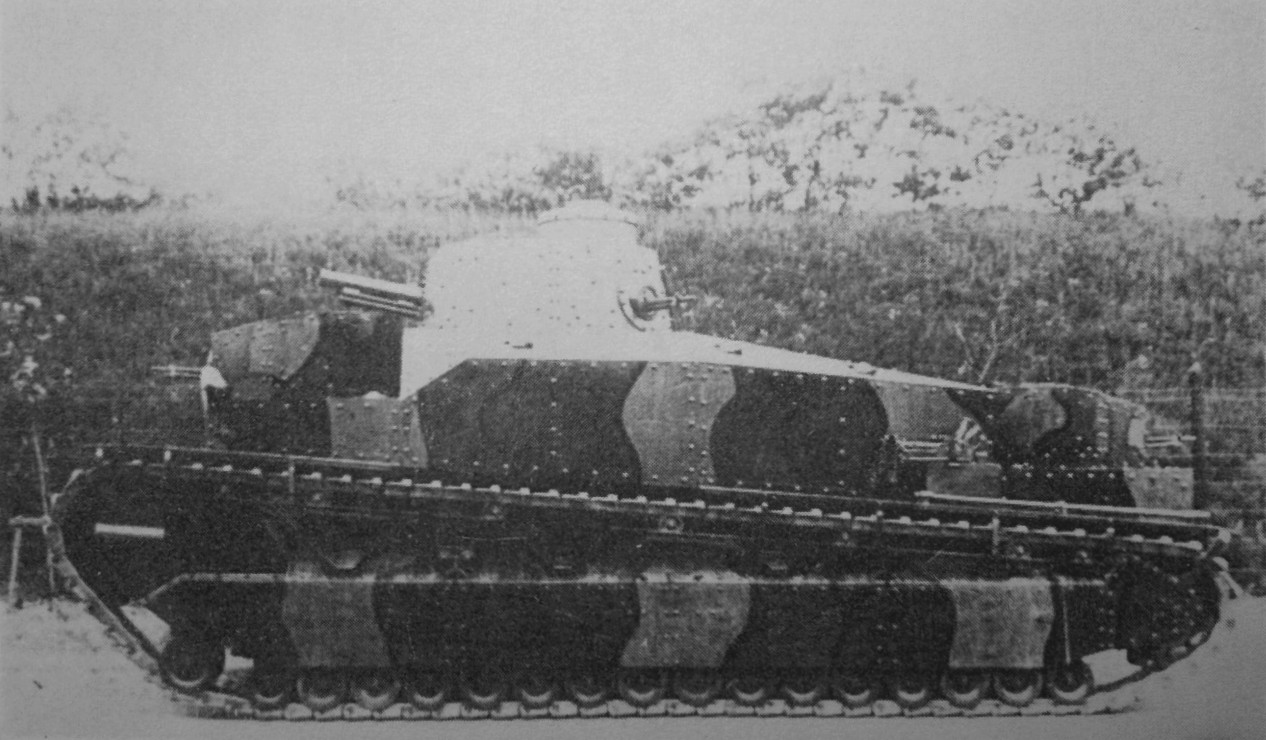
Experimenteller Typ 91 Schwerer Panzer

Die Panzerung war mit Dicken von bis zu 35 Millimetern für einen schweren Durchbruchspanzer zu schwach. Die Bewaffnung bestand aus einem Turm mit einer Typ 94 70-mm-Kanone, einem Turm mit einer 37-mm-Kanone Typ 94 und zwei 6,5-mm-MGs Typ 91 (eines im Heckturm sowie ein weiteres schräg links hinten im Hauptturm). Angetrieben wurde der Panzer von einem deutschen 290-PS-Flugzeugmotor von BMW, der das 26 Tonnen schwere Fahrzeug auf 25 km/h Höchstgeschwindigkeit brachte.
Es wurden lediglich vier dieser Panzer gebaut, einer davon war der umgebaute Prototyp des schweren Panzers Typ 91. Bei intensiven Tests im Jahre 1935 erwiesen sich die Fahrzeuge als serienreif, allerdings wurden die niedrige Höchstgeschwindigkeit und der geringe Fahrbereich von 110 Kilometern auf der Straße bemängelt. Die Gefechte in China hatten gezeigt, dass dort eher schnelle Fahrzeuge benötigt wurden als rollende Bunker. Daher wurde das Projekt eingestellt.
Als Nachfolger war ein noch größerer Typ mit modifizierter 105-mm-Kanone Typ 92 geplant.